# 연방헌법수호청

연방헌법수호청 로고

연방헌법수호청(聯邦憲法守護廳, 독일어: Bundesamt für Verfassungsschutz; BfV 분데스암트 퓌어 페어파숭스슈츠[*])은 독일연방공화국의 국내 정보기관이다.
주된 기능은 정보 수집, 분석 및 반연방 활동의 감시이다. 2000년 이래로 연방 내무부의 산하기관이 되었다.

## 역사
1950년에 동독과 동구권 국가들의 공산주의 확산 움직임을 방지하기 위해 설립되었다.

## 조직

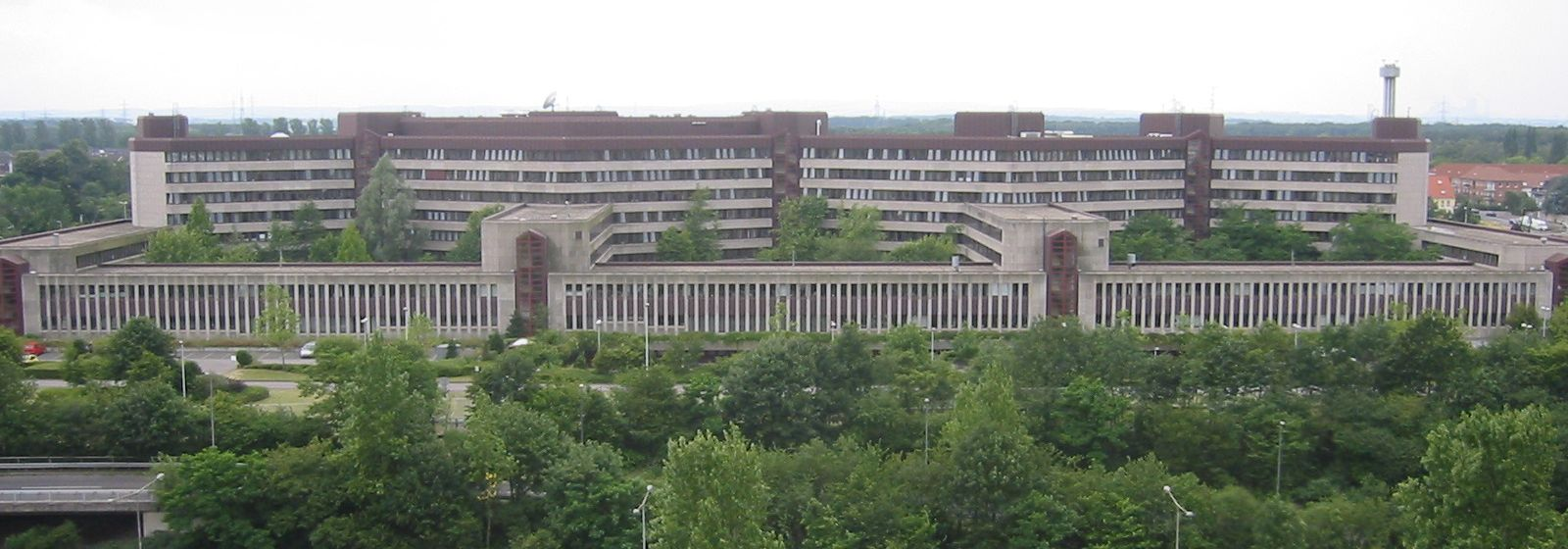
연방헌법수호청 쾰른본부

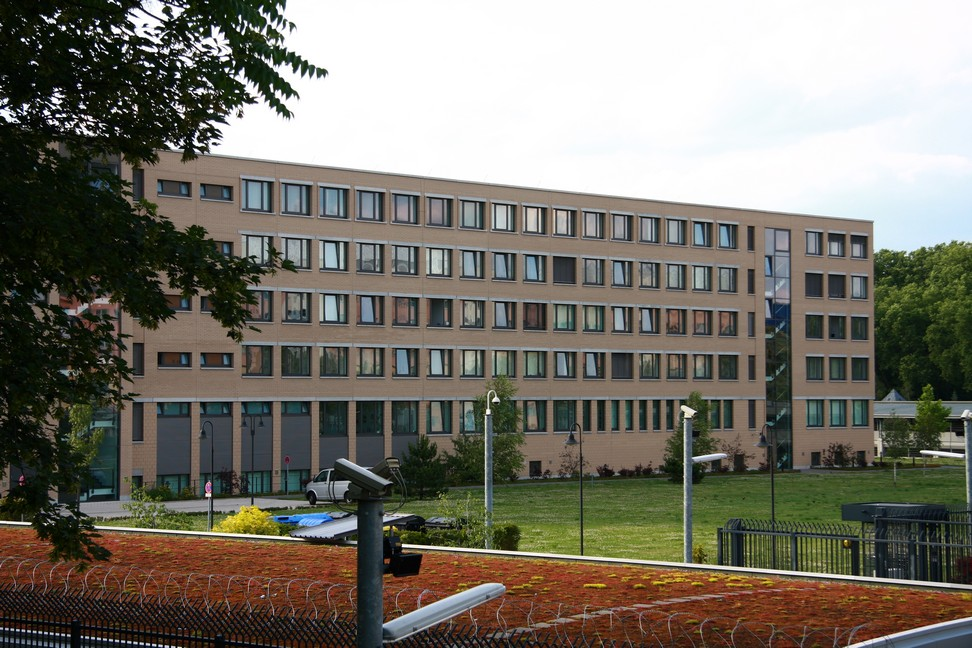
연방헌법수호청 베를린본부

연방헌법수호청의 본부는 쾰른에 있으며 연방내무부에 속하고 있다. 각 주마다 지방청을 갖추고 있고, 지방청은 주 내무부의 통제를 받는다.
현재 청장은 한스게오르크 마센이고 부청장은 알렉산더 아이스포겔이다. 하위 부서로 다음 8개 국(Abteilung)이 있다.
- Z국: 행정 담당
- IT국: 정보기술 및 첩보기술
- 제1국: 중앙업무 및 지원
- 제2국: 극좌파 및 극우파
- 제4국: 방첩
- 제5국: 해외 극단주의
- 제6국: 이슬람 극단주의 및 테러리즘

2013년 기준 BfV의 예산은 2억 7백만 유로이며, 직원은 총 2,641명이다.

## 임무
연방헌법수호청은 독일연방공화국을 자유와 민주주의 질서에 대한 위협으로부터 보호하는 임무를 지닌다.